# معركة صيدا (1991)
معركة صيدا، هو نزاع مسلح وقع بين منظمة التحرير الفلسطينية والحكومة اللبنانية في الفترة من 2 إلى 6 يوليو 1991، وتعد آخر معركة في الحرب الأهلية اللبنانية. تعود أسباب المعركة إلى رفض منظمة التحرير الفلسطينية قبول اتفاق الطائف الذي كان يتطلب منها نزع سلاحها. كان الموعد النهائي الذي حددته الحكومة لانسحاب منظمة التحرير الفلسطينية من صيدا هو 1 يوليو 1991
بعد أربعة أيام من القتال العنيف، استسلمت منظمة التحرير الفلسطينية، مما أدى إلى إنهاء الأعمال العدائية في الحرب الأهلية اللبنانية. أعربت الحكومة اللبنانية عن أملها أن تؤدي هزيمة منظمة التحرير الفلسطينية إلى الضغط على إسرائيل لإنهاء احتلالها لجنوب لبنان، الذي كانت تبرره الحكومة الإسرائيلية باعتباره ضرورة لحماية نفسها من غارات منظمة التحرير الفلسطينية.